# Hornsgatan 158
Hornsgatan 158 är en byggnad med bostäder vid Hornsgatan på Södermalm i Stockholm, vilken ritades av arkitekt Olof Jonson, vilken även var byggmästare för bygget. Byggherre var en B. Svensson och en H. Hansson.

## Om fastigheten
Fastigheten har beteckningen Släggan 12 och uppfördes under åren 1903 - 1904. 1995 utvärderades byggnaden av Stockholms stadsmuseum som då klassade byggnaden som Gul, vilket betyder att det är en Fastighet med bebyggelse av positiv betydelse för stadsbilden och/eller av visst kulturhistoriskt värde.
Byggnaden består av en femvånings husdel med huvudfasad mot Hornsgatan. Byggnaden är på senare år påbyggd med bostäder i den fd. vinden. Byggnaden har två huvudingångar från Hornsgatan, 158 a resp. 158 b. Det finns dessutom ett gårdshus som är sammanbyggt med huvuddelen, och denna byggnad kallas således för 158 c. I byggnaden finns även tre lokaler, som ligger en halvtrappa ner från gatan.
Jonsson har skapat en typisk jugendfasad, där huvudentréernas placering, och de utstickande burspråken, bildar en stram enkelhet, som ger fasaden en behaglig harmoni.